# Bezirk Salzburg-Umgebung

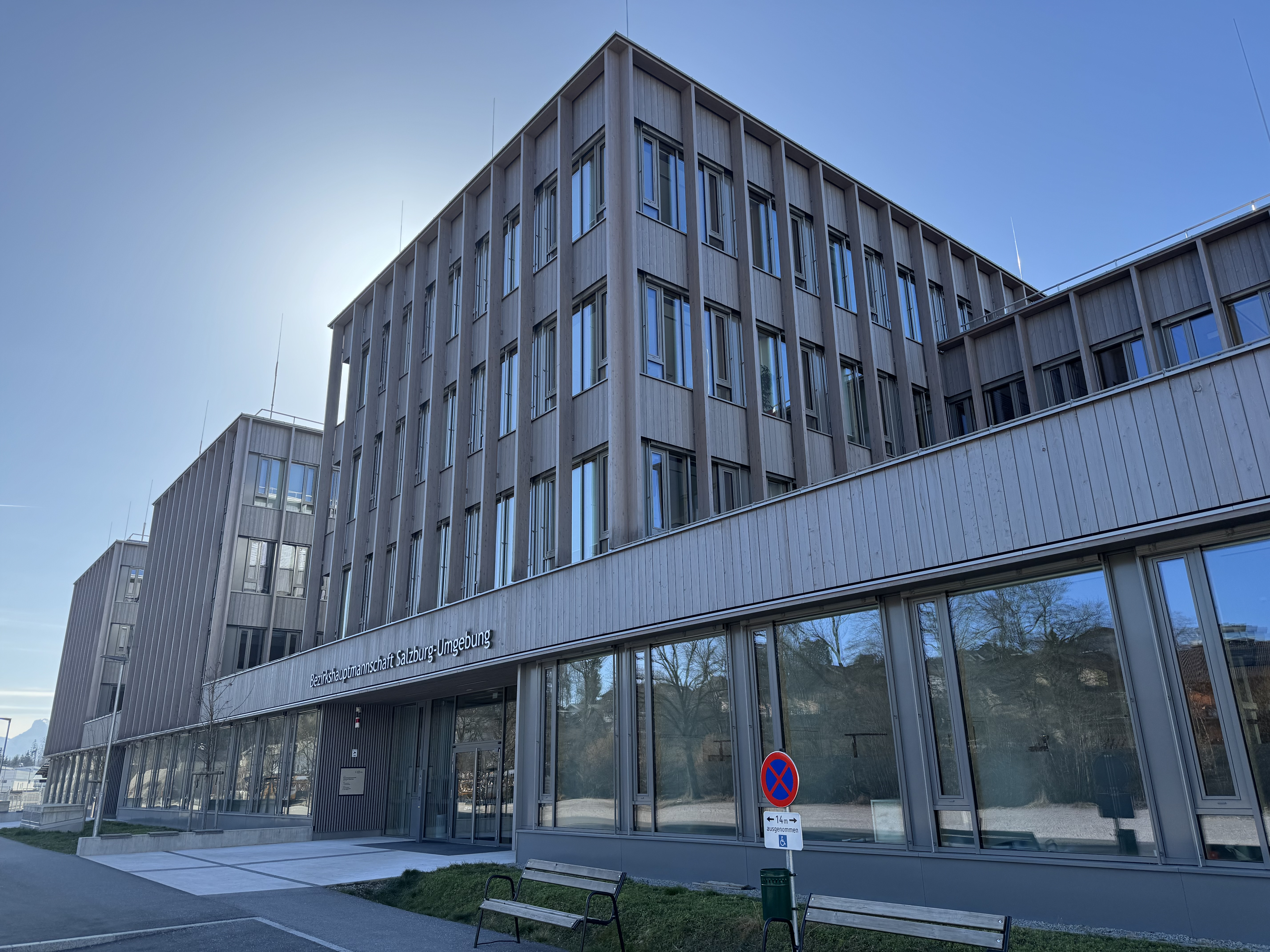
Bezirkshauptmannschaft Salzburg-Umgebung

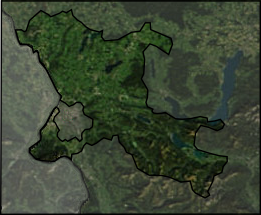
Luftbild des Bezirks Salzburg-Umgebung (Flachgau)

Der Bezirk Salzburg-Umgebung ist ein politischer Bezirk des österreichischen Bundeslandes Salzburg.
Er nimmt mit 1.004,42 km² den Hauptteil des Flachgaus, des nördlichsten der fünf Gaue Salzburgs, ein, jedoch ohne die Landeshauptstadt Salzburg, die ein eigenes Statut hat.
Das dem Bezirk zugeordnete Kfz-Kennzeichen SL ist eine Abkürzung für Salzburg/Land. Manchmal wird der Bezirk Salzburg-Umgebung mit Salzburg und Umgebung verwechselt.

## Geographie
Der Flachgau umfasst das Salzburger Becken – das Gebiet, in dem die Salzach die Alpen verlässt und ins Alpenvorland fließt – ab Höhe der Einmündung der Königsseeache, weiters den Unterlauf der Salzach bis St. Georgen bei Salzburg und das Gebiet östlich davon, das Salzburger Seengebiet sowie die zum Salzkammergut gehörende Region Fuschlsee mit der Region Gaißau-Hintersee.
Landschaftlich beherrscht wird der Flachgau vom Untersberg – dessen einer Hauptgipfel, der Salzburger Hochthron, die österreichisch-deutsche Grenze bildet – mit Watzmann, Göll, Hagen- und Tennengebirge im Hintergrund. Die östlichen, kuppigen und bewaldeten Bergregionen des Flachgaus, das sind die westlichen Ausläufer der Salzkammergut-Berge, ziehen sich vom Gaisberg bis zum Zwölferhorn. Zur nördlich davon befindlichen Flyschzone gehören die Rücken des Haunsbergs und des Kolomansbergs, während die nördlichsten Gebiete des Flachgaus den typisch welligen, stark landwirtschaftlich geprägten Alpenvorlandscharakter haben. Entlang der Salzach finden sich Auwaldgebiete.
Der Bezirk umschließt die Landeshauptstadt fast vollständig, grenzt im Norden an den Bezirk Braunau am Inn, östlich an den Bezirk Vöcklabruck und den Bezirk Gmunden (alle drei Oberösterreich), im Süden an den Salzburger Bezirk Hallein, im Westen an den bayerischen Landkreis Berchtesgadener Land und im Nordwesten an den Landkreis Traunstein.

Großlandschaften des Flachgaues
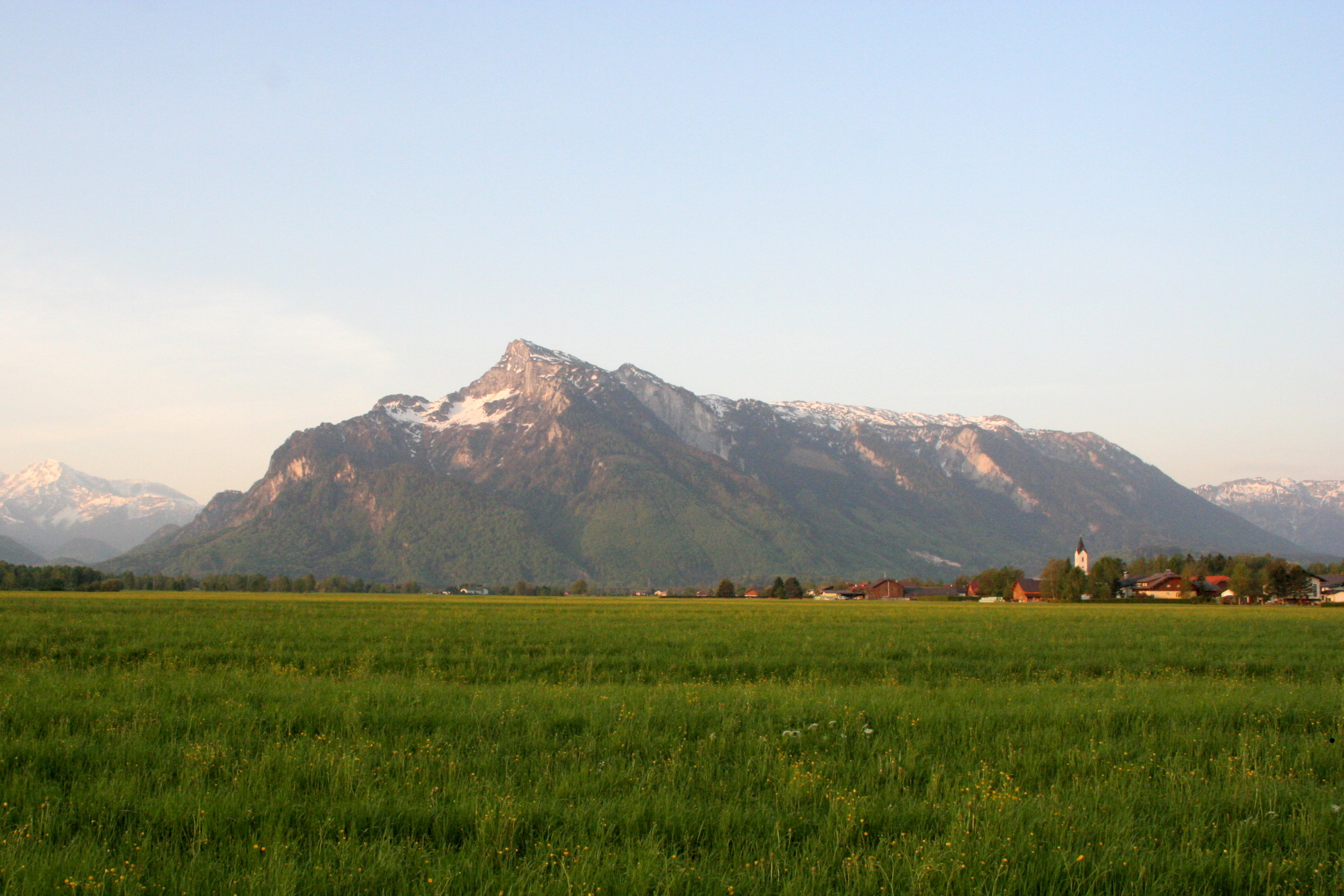
Salzburger Becken und Salzburger Kalkhochalpen: Das Untersbergmassiv, von Salzburg aus gesehen
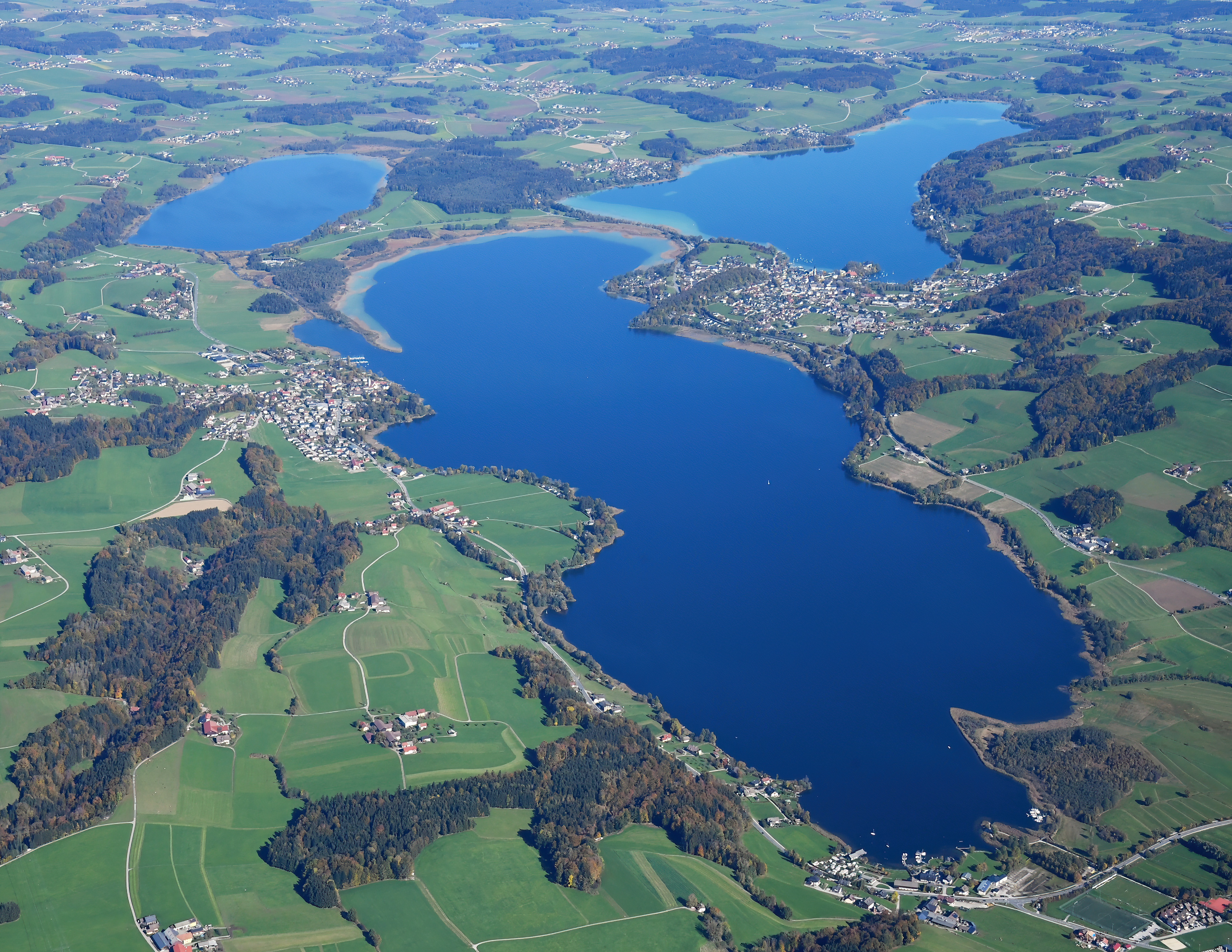
Salzburger Seengebiet: Die Trumer Seen, Flugaufnahme
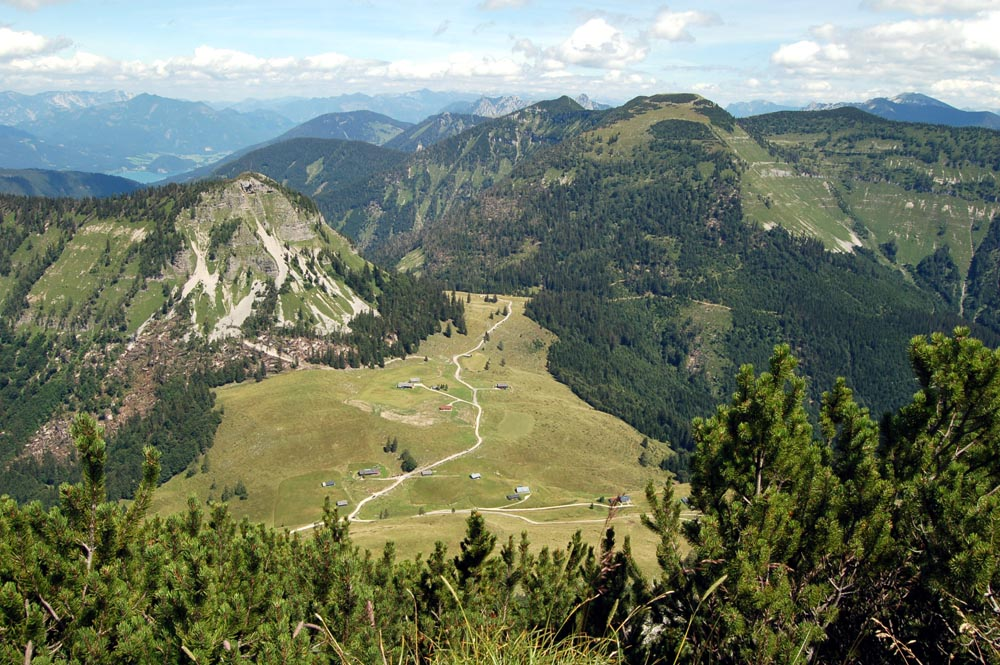
Salzburger Kalkvoralpen: Genneralm, darüber Osterhorn (im Hintergrund), davor der Hohe Zinken
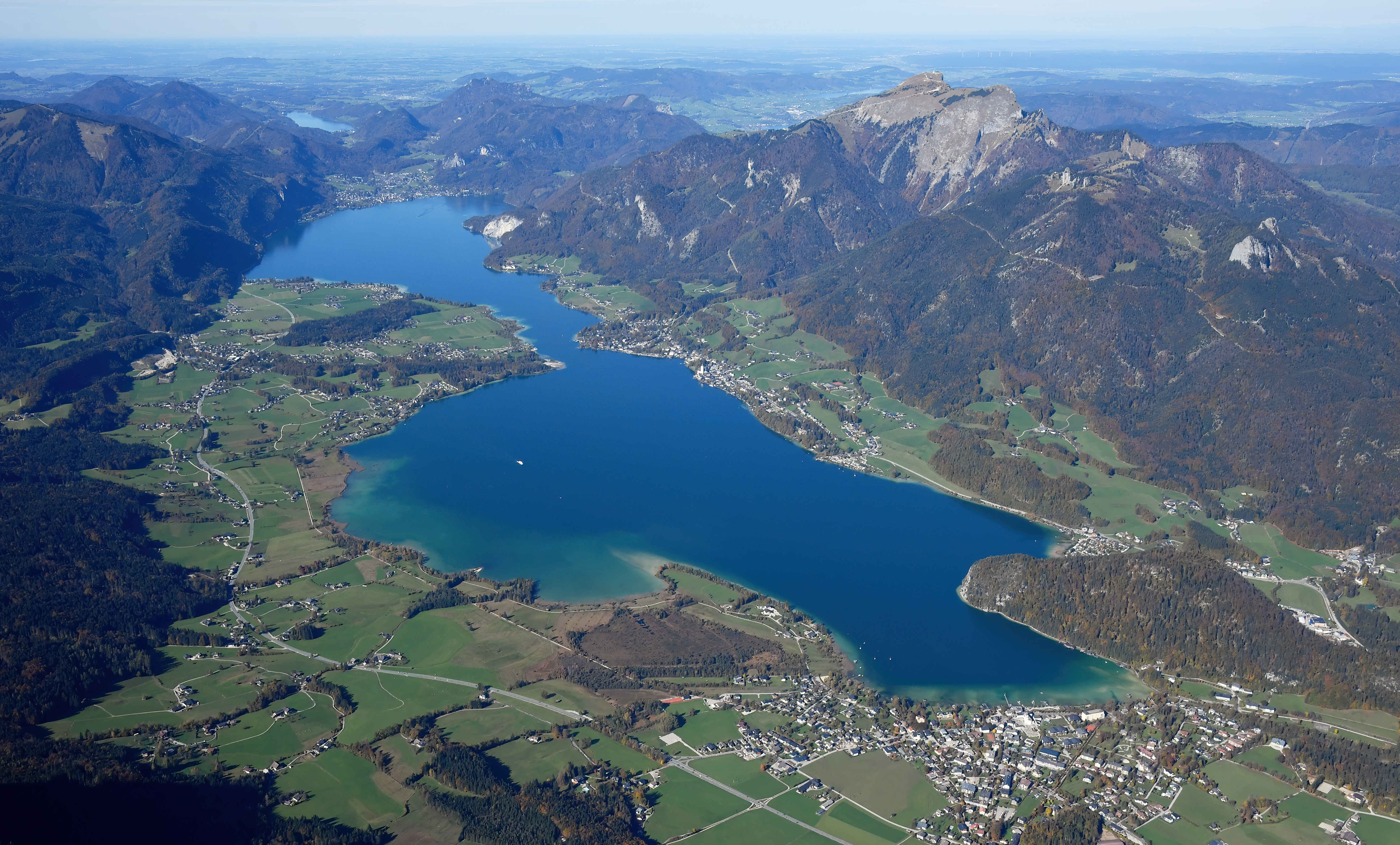
Salzburgisches Salzkammergut: Wolfgangsee, mit dem südseitigen Salzburger Ufer links
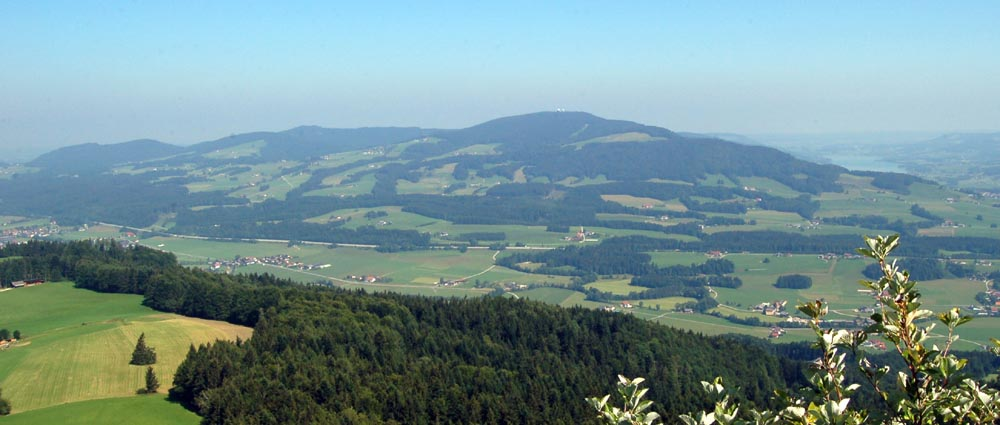
Salzburger Flyschvoralpen: Kolomansberg, Thalgauer Seite
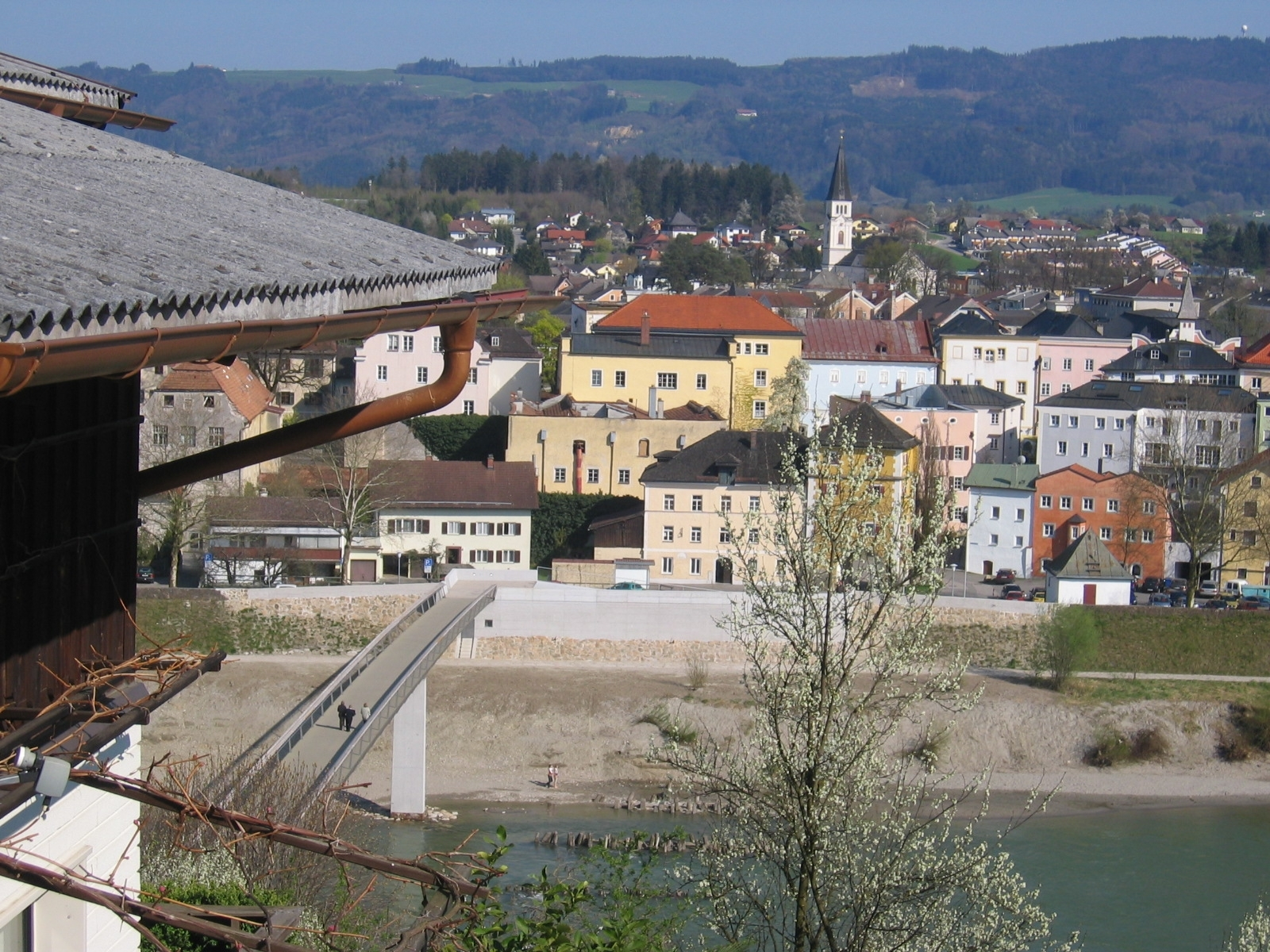
Unteres Salzachtal: Salzach bei Oberndorf

## Geschichte
Seit dem 6. Jahrhundert gehörte das Gebiet des heutigen Flachgaus zum Salzburggau des Stammesherzogtums Bayern. Mit der Anerkennung der Salzburger Westgrenze durch den Baiernherzog im Jahr 1275 trat die Ablösung Salzburgs von Bayern in ihre letzte Phase. Als der Erzbischof Friedrich III. von Leibnitz 1328 eine eigene Landesordnung erlassen hatte, war das Erzstift Salzburg zum weitgehend eigenständigen Staat innerhalb des Heiligen Römischen Reichs geworden.
Bis zum Jahr 1803 dauerte die Herrschaft der Salzburger Fürsterzbischöfe im flachen Land, das auch Land vor dem Gebirg oder Außergebirg genannt wurde, letzteres im Abgrenzung zum Innergebirg (Gebirgsgaue Pongau, Pinzgau und Lungau). 1803 wurde das Erzstift säkularisiert und ein Kurfürstentum Salzburg unter habsburgischer Regentschaft geschaffen, womit auch der Flachgau nach einem Jahrtausend weltliches Besitztum wurde. Schon 1805 kam es an das Kaisertum Österreich, wenn auch anfangs unter französischer Besatzung, und 1806, mit der Auflösung des Heiligen Römischen Reichs, wurde das Kurfürstenamt hinfällig und das Land in ein Herzogtum umgewandelt. Nachdem das Gebiet im Zuge der Napoleonischen Kriege kurze Zeit wieder unter französisch/bayrischer Verwaltung gestanden war, kam es 1816 mit der Stadt Salzburg zu Österreich; die westlich der Salzach gelegenen Gebiete blieben als Rupertiwinkel bei Bayern. Salzburg hatte seine Eigenständigkeit verloren und wurde kurzerhand als Salzburgkreis an das Kronland Österreich ob der Enns angeschlossen. Mit der Aufwertung zu einem eigenen Kronland erfolgte 1850 die Herausgabe einer Landesverfassung, die auch eine Neuregelung der Landesverwaltung und die Einführung der Gemeindeordnung mit sich brachte.
Bis in das späte 19. Jahrhundert bildete das Gebiet des späteren Flachgaus eine Einheit mit dem heutigen Tennengau und dem nach 1805 vom Pongau zugewonnenen Lammertal. Mit der Errichtung der Bezirkshauptmannschaft Hallein im Jahr 1896 (Beschluss: 1895) bürgerte sich für dieses Gebiet die Bezeichnung Tennengau ein. Gleichzeitig begann sich für das übriggebliebene Gebiet des ehemaligen Salzburggaus – in Anlehnung an die zumindest seit dem Mittelalter bestehenden Bezeichnungen „Pongau“, „Pinzgau“, „Lungau“ und an das neue „Tennengau“ – der Name „Flachgau“ durchzusetzen.
Mit 1. März 2023 wurden die bisherigen Bezirksgerichtssprengel Neumarkt, Oberndorf und Thalgau aufgelöst und in einem zentralen Bezirksgericht am neuen Standort Seekirchen am Wallersee zusammengefasst.
Ebenfalls 2023 wurde die Bezirkshauptmannschaft aus der Stadt Salzburg nach Seekirchen verlegt. Entsprechende Überlegungen gab es seit 2014, seit Seekirchen als Gerichtsstandort feststand, wurden auch die Pläne konkreter, die Bezirkshauptmannschaft dort hinzuverlegen. Baubeginn für beide Gebäude war Ende 2020.

## Angehörige Gemeinden
Der Bezirk Salzburg-Umgebung umfasst 37 Gemeinden, darunter drei Städte und sechs Marktgemeinden (in Klammer die Einwohnerzahlen vom 1. Jänner 2024). Seit Juli 2023 befindet sich der Verwaltungssitz des Bezirks in Seekirchen am Wallersee.

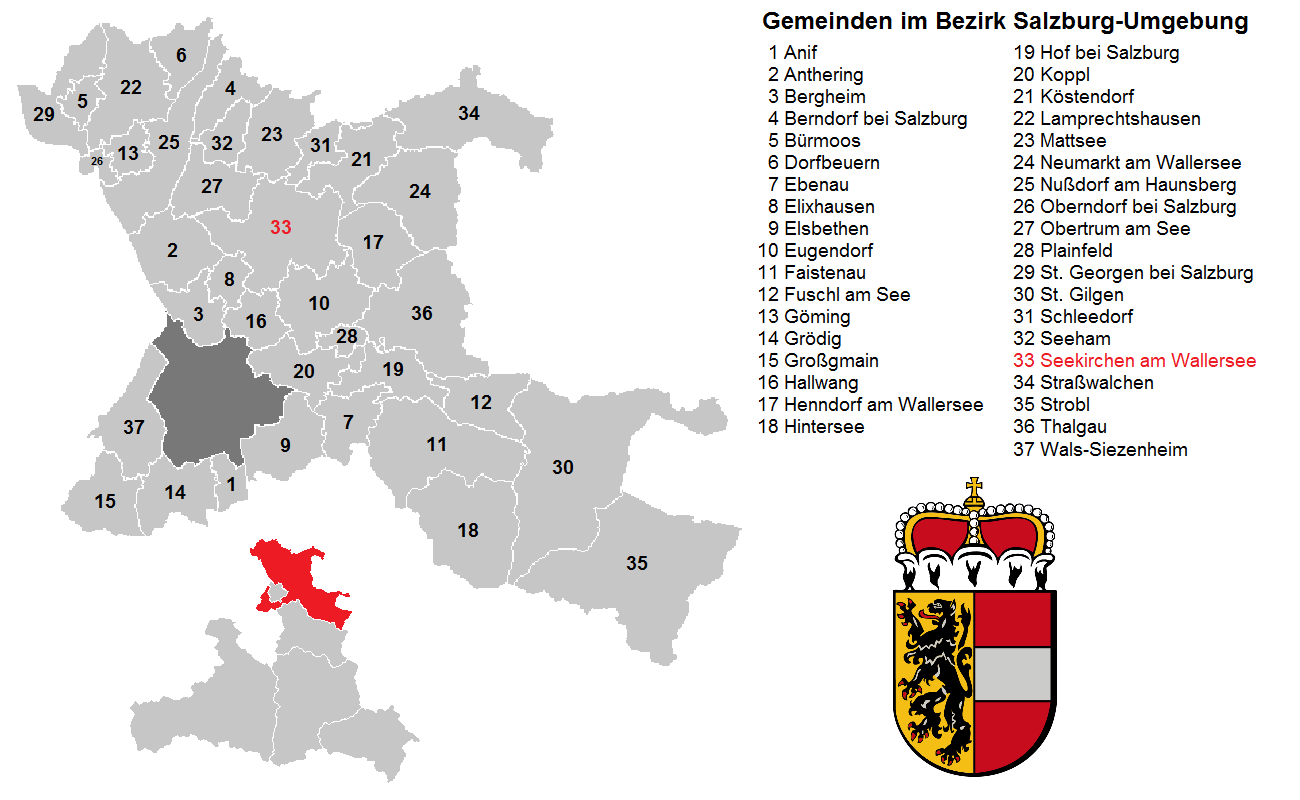
Gemeinden des Bezirks Salzburg-Umgebung

| Gemeinde                 | Lage | Ew     | km²   | Ew / km² | Gerichtsbezirk          | Region                                | Typ             | Metadaten         |
| ------------------------ | ---- | ------ | ----- | -------- | ----------------------- | ------------------------------------- | --------------- | ----------------- |
| Anif                     |      | 4.329  | 7,61  | 569      | Salzburg                | Salzburg Stadt und Umgebungsgemeinden | Gemeinde        | Gem.Kennz.: 50301 |
| Anthering                |      | 3.762  | 25,28 | 149      | Seekirchen am Wallersee | Salzburg Stadt und Umgebungsgemeinden | Gemeinde        | Gem.Kennz.: 50302 |
| Bergheim                 |      | 5.853  | 15,20 | 385      | Seekirchen am Wallersee | Salzburg Stadt und Umgebungsgemeinden | Gemeinde        | Gem.Kennz.: 50303 |
| Berndorf bei Salzburg    |      | 1.758  | 14,48 | 121      | Seekirchen am Wallersee | Salzburger Seenland                   | Gemeinde        | Gem.Kennz.: 50304 |
| Bürmoos                  |      | 5.009  | 6,95  | 721      | Seekirchen am Wallersee | Flachgau Nord                         | Gemeinde        | Gem.Kennz.: 50305 |
| Dorfbeuern               |      | 1.633  | 14,60 | 112      | Seekirchen am Wallersee | Flachgau Nord                         | Gemeinde        | Gem.Kennz.: 50306 |
| Ebenau                   |      | 1.468  | 17,15 | 86       | Seekirchen am Wallersee | Osterhorngruppe                       | Gemeinde        | Gem.Kennz.: 50307 |
| Elixhausen               |      | 3.130  | 8,36  | 374      | Seekirchen am Wallersee | Salzburg Stadt und Umgebungsgemeinden | Gemeinde        | Gem.Kennz.: 50308 |
| Elsbethen                |      | 5.435  | 23,93 | 227      | Salzburg                | Salzburg Stadt und Umgebungsgemeinden | Gemeinde        | Gem.Kennz.: 50309 |
| Eugendorf                |      | 7.208  | 29,03 | 248      | Seekirchen am Wallersee | Salzburg Stadt und Umgebungsgemeinden | Markt- gemeinde | Gem.Kennz.: 50310 |
| Faistenau                |      | 3.119  | 51,24 | 61       | Seekirchen am Wallersee | Osterhorngruppe                       | Gemeinde        | Gem.Kennz.: 50311 |
| Fuschl am See            |      | 1.714  | 21,37 | 80       | Seekirchen am Wallersee | Osterhorngruppe                       | Gemeinde        | Gem.Kennz.: 50312 |
| Göming                   |      | 766    | 8,75  | 88       | Seekirchen am Wallersee | Flachgau Nord                         | Gemeinde        | Gem.Kennz.: 50313 |
| Grödig                   |      | 7.385  | 23,07 | 320      | Salzburg                | Salzburg Stadt und Umgebungsgemeinden | Markt- gemeinde | Gem.Kennz.: 50314 |
| Großgmain                |      | 2.691  | 22,82 | 118      | Salzburg                | Salzburg Stadt und Umgebungsgemeinden | Gemeinde        | Gem.Kennz.: 50315 |
| Hallwang                 |      | 4.231  | 13,12 | 323      | Seekirchen am Wallersee | Salzburg Stadt und Umgebungsgemeinden | Gemeinde        | Gem.Kennz.: 50316 |
| Henndorf am Wallersee    |      | 5.167  | 23,50 | 220      | Seekirchen am Wallersee | Salzburger Seenland                   | Gemeinde        | Gem.Kennz.: 50317 |
| Hintersee                |      | 483    | 47,44 | 10       | Seekirchen am Wallersee | Osterhorngruppe                       | Gemeinde        | Gem.Kennz.: 50318 |
| Hof bei Salzburg         |      | 3.643  | 19,69 | 185      | Seekirchen am Wallersee | Osterhorngruppe                       | Gemeinde        | Gem.Kennz.: 50319 |
| Koppl                    |      | 3.680  | 20,88 | 176      | Seekirchen am Wallersee | Osterhorngruppe                       | Gemeinde        | Gem.Kennz.: 50321 |
| Köstendorf               |      | 2.726  | 23,10 | 118      | Seekirchen am Wallersee | Salzburger Seenland                   | Gemeinde        | Gem.Kennz.: 50320 |
| Lamprechtshausen         |      | 4.078  | 31,77 | 128      | Seekirchen am Wallersee | Flachgau Nord                         | Gemeinde        | Gem.Kennz.: 50322 |
| Mattsee                  |      | 3.532  | 24,59 | 144      | Seekirchen am Wallersee | Salzburger Seenland                   | Markt- gemeinde | Gem.Kennz.: 50323 |
| Neumarkt am Wallersee    |      | 6.626  | 36,27 | 183      | Seekirchen am Wallersee | Salzburger Seenland                   | Stadt- gemeinde | Gem.Kennz.: 50324 |
| Nußdorf am Haunsberg     |      | 2.503  | 35,53 | 70       | Seekirchen am Wallersee | Flachgau Nord                         | Gemeinde        | Gem.Kennz.: 50325 |
| Oberndorf bei Salzburg   |      | 6.097  | 4,55  | 1340     | Seekirchen am Wallersee | Flachgau Nord                         | Stadt- gemeinde | Gem.Kennz.: 50326 |
| Obertrum am See          |      | 5.022  | 21,27 | 236      | Seekirchen am Wallersee | Salzburger Seenland                   | Markt- gemeinde | Gem.Kennz.: 50327 |
| Plainfeld                |      | 1.296  | 5,21  | 249      | Seekirchen am Wallersee | Osterhorngruppe                       | Gemeinde        | Gem.Kennz.: 50328 |
| St. Georgen bei Salzburg |      | 3.193  | 24,63 | 130      | Seekirchen am Wallersee | Flachgau Nord                         | Gemeinde        | Gem.Kennz.: 50329 |
| St. Gilgen               |      | 4.072  | 98,72 | 41       | Seekirchen am Wallersee | Osterhorngruppe                       | Gemeinde        | Gem.Kennz.: 50330 |
| Schleedorf               |      | 1.124  | 10,41 | 108      | Seekirchen am Wallersee | Salzburger Seenland                   | Gemeinde        | Gem.Kennz.: 50331 |
| Seeham                   |      | 2.033  | 10,39 | 196      | Seekirchen am Wallersee | Salzburger Seenland                   | Gemeinde        | Gem.Kennz.: 50332 |
| Seekirchen am Wallersee  |      | 11.570 | 50,28 | 230      | Seekirchen am Wallersee | Salzburger Seenland                   | Stadt- gemeinde | Gem.Kennz.: 50339 |
| Straßwalchen             |      | 8.083  | 44,53 | 182      | Seekirchen am Wallersee | Salzburger Seenland                   | Markt- gemeinde | Gem.Kennz.: 50335 |
| Strobl                   |      | 3.690  | 93,88 | 39       | Seekirchen am Wallersee | Osterhorngruppe                       | Gemeinde        | Gem.Kennz.: 50336 |
| Thalgau                  |      | 6.102  | 48,16 | 127      | Seekirchen am Wallersee | Osterhorngruppe                       | Markt- gemeinde | Gem.Kennz.: 50337 |
| Wals-Siezenheim          |      | 14.374 | 26,64 | 540      | Salzburg                | Salzburg Stadt und Umgebungsgemeinden | Gemeinde        | Gem.Kennz.: 50338 |

## Persönlichkeiten
Im Flachgau sind unter anderem geboren:
- Franz Braumann (1910–2003), Schriftsteller
- Burghard Breitner (1884–1956), Arzt
- Anton Diabelli (1781–1858), Komponist
- Christian Felber (* 1972), Publizist und Autor
- Benita Ferrero-Waldner (* 1948), Politikerin
- Ferdinand Klostermann (1907–1982), Theologe
- Leopold Kohr (1909–1994), Ökonom und Philosoph
- Andreas Maislinger (* 1955), Historiker und Politikwissenschaftler
- Ernst Märzendorfer (1921–2009), Dirigent
- Ludwig Paischer (* 1981), Judoka
- Franz Scharl (* 1958), Bischof

Im Flachgau lebten und leben unter anderem:
- Axel Corti (1933–1993), Filmregisseur und Autor
- Paula Fichtl (1902–1989), Haushälterin von Sigmund Freud
- Herbert von Karajan (1908–1989), Dirigent
- Georg Rendl (1903–1972), Schriftsteller
- Georg Rohrecker (1947–2009), Publizist und Geschichtswissenschaftler